# Wrath: Aeon of Ruin
WRATH: Aeon of Ruin és un pròxim videojoc d'acció en primera persona desenvolupat per KillPixel Games i publicat per 3D Realms i 1C Entertainment. WRATH: Aeon of Ruin es basa en una versió modificada del motor Quake, cosa que el converteix en el primer llançament més gran basat en el motor d'aquest videojoc en gairebé 20 anys. El primer episodi s'estrenà a Steam Early Access amb la versió completa prevista per a la segona meitat del 2020.

## Joc
El joc continua en la tradició dels shooters en primera persona dels anys noranta com Doom, Blood, Hexen i Quake; tant temàticament com en termes de combat ràpid. A la clàssica fórmula d'acció en primera persona, WRATH afegeix llugerament elements de joc de rol. Els jugadors poden recopilar objectes i habilitats per millorar les habilitats del personatge Outlander, que ajuden a l'exploració i al combat.
En lloc d'una progressió lineal dels nivells, el joc ofereix tres mons centrals per explorar el jugador, cadascun amb el seu tema central. Des dels hubs els jugadors poden accedir a cinc nivells (15 en total), cadascun amb un disseny únic basat en el tema del hub central. 3D Realms descriu una "filosofia de disseny de nivell obert, on cada nivell té diversos camins amb tots els bucles de tornada a la ruta principal per fer que cada nivell se senti més expansiu." Dins els nivells individuals, el jugador ha de lluitar a través d'una pluralitat d'enemics i caps del nivell o enemics finals.
El joc ofereix un sistema de guardat de partida únic basat en Soul Tethers. Com a Quake, el jugador pot triar guardar en qualsevol punt del joc. Tot i que a diferència de Quake, la capacitat de guardar la partida és un recurs consumible. Els jugadors han de trobar Soul Tethers i després poden utilitzar-los per guardar abans o després d'una secció especialment difícil, per exemple. Es poden distribuir Soul tethers entre nivells, cosa que permet als jugadors acumular una gran quantitat de punts de guardat. També hi ha ubicacions puntuals en els santuaris dins de nivells que actuen com a reserva i punt de control.
Hi ha nou armes, des d'una fulla muntada al canell fins a les armes de projectils de gran potència, cadascuna amb modes de tret alternes. La munició és descoberta al món o saquejada dels cossos dels caiguts. Per exemple, el Retcher i el Fangspitter s'alimenten tirant de quists i dents dels cadàvers dels enemics. Aquestes armes no solen ser tan efectives contra el tipus enemic que proporciona la munició, pressionant el jugador a seleccionar estratègicament les armes en funció de la situació.
Hi ha deu artefactes que poden aportar millores ofensives o defensives. Per exemple, el Cruel Aegis que concedeix invencibilitat a curt termini, però gairebé esborra els punts de salut d'Outlander.
Al llançament, WRATH comptarà amb modes bàsics multijugador bàsics basats en el codi de xarxa de QuakeWorld. 3D Realms ha afirmat que estan previstos modes de multijugador addicionals després del llançament, així com una campanya de cooperació de quatre jugadors.

## Argument
El joc fa que el jugador controli a Outlander, una misteriosa figura que es troba a la vora del mar sense vida. Es troba a la riba d'un món moribund, on l'acosta el Pastor de les Ànimes Wayward, que encarrega a Outlander la tasca de caçar els Guardians del Vell Món. Un cop protegits àngels, els guardians havien caigut en la corrupció i eren els responsables de la destrucció d'aquest lloc espantós i perillós.

## Desenvolupament
WRATH: Aeon of Ruin va començar com un projecte independent de Jeremiah 'KillPixel' Fox. Després de descobrir la comunitat de modding Quake, va reconèixer el potencial per utilitzar les eines de desenvolupament de motors Quake disponibles lliurement per crear un nou joc. WRATH es va concebre com un joc que "es basava molt en el combat de Doom, la interactivitat de Duke Nukem 3D, la consciència espacial de Quake i la temàtica més fosca de Hexen". WRATH prendria la forma d'un joc modern construït amb tecnologies retro, en contraposició a un joc d'estil retro construït amb tecnologies modernes, molt popular en aquell moment. Tenint en compte aquest concepte, Fox va deixar la seva feina i va començar a desenvolupar el joc ell mateix amb l'ajut d'un codificador a temps parcial.
Diversos anys després del desenvolupament, Fox es va sentir atret pel canal Discord de 3D Realms després de veure el tràiler de Ion Maiden, que considerava la competició més propera per a WRATH. Finalment, Fox va publicar un breu vídeo d'un prototip d'arma que va cridar l'atenció de la direcció de l'empresa. El vicepresident de 3D Realms, Frederik Schreiber, es va posar en contacte amb Fox i el va portar animar per continuar desenvolupant WRATH amb un equip professional. El compositor Andrew Hulshult (Quake Champions) va ser convidat també a compondre musicalment pel videojoc, i Bjørn Jacobsen (Eve Online, Cyberpunk 2077) va fer el disseny de so.
L'elecció de construir WRATH amb el (ara antiquat) motor de Quake va suposar una mica de problemes per a l'empresa. Els desenvolupadors de jocs moderns generalment no tenen experiència en les eines de desenvolupament de motors Quake. Per omplir aquest buit d'habilitats, 3D Realms va contractar personal de la comunitat Quake modding. El modelista Daniel "Chillo" Wienerson i el dissenyador de nivells Romain "Skacky" Barrilliot s'uniren a l'equip de desenvolupament.
Segons Fox i Schreiber, l'elecció del motor Quake no estva pensada per ser limitada a aquest. En paraules a Game Revolution, Schreiber explicaren: "No intentem fer ni semblar res que sembli retro; només estem intentant fer un fantàstic videojoc d'acció en primera persona que inclogui elements de com Quake ho va fer [bé]". A Destructiod, Fox afegí: "No estem tractant d'imitar [Quake], sinó sobrepassar-lo i ampliar-lo. No estem descartant tots els avenços realitzats en els videojocs d'acció en primera persona". Per assolir aquests objectius per al projecte, WRATH es basa en el motor DarkPlace, que ofereix moltes millores al motor Quake original. Per exemple, els nivells poden ser més oberts i inclouen sales massives i extensives que haurien estat massa grans per als ordinadors domèstics a finals dels anys 90. Les textures són més detallades i el joc limita el refresc de fotogrames per segon a 666.
WRATH comptarà amb suport per modificacions. Segons Fox, les eines de modding ben documentades i sempre fàcilment disponibles van ser un aspecte important del projecte, inspirat en la seva pròpia història utilitzant les eines gratuïtes de desenvolupament de Quake.

## Alliberament
WRATH originalment tenia intenció de publicar-se en accés anticipat amb el primer episodi a l'"estiu de 2019". Tot i que el joc d'accés anticipat requeriria una compra a preu complet, l'ús del primer episodi com a teaser (campanya d'intriga) era una reminiscència del model de shareware que era habitual als anys noranta. Tanmateix, la data prevista es va tornar a posposar per fer-la "més gran i millor", amb el llançament eventual el 22 de novembre de 2019 amb dos dels cinc nivells de l'episodi 1 i un full de ruta per a la finalització del primer episodi fins al final de la publicació completa. Basat en el motor de codi obert DarkPlaces, el codi font del joc també es va publicar sota la llicència GPLv2 via GitHub el novembre de 2019.

## Recepció
El primer llançament inicial d'accés anticipat, tot i que encara estava en desenvolupament, va rebre elogis a la premsa de videojocs pels gràfics i el disseny de nivells.